# Cölpin
Cölpin är en kommun och ort i Landkreis Mecklenburgische Seenplatte i förbundslandet Mecklenburg-Vorpommern i Tyskland.
Kommunen ingår i kommunalförbundet Amt Stargarder Land tillsammans med kommunerna Burg Stargard, Groß Nemerow, Holldorf, Lindetal och Pragsdorf.